# Hieracium clovense
Hieracium clovense es una especie de planta con flor del género Hieracium, de la familia Asteraceae, orden Asterales.

## Distribución
Hieracium clovense se distribuye por Escocia.

## Taxonomía
Fue descrita científicamente por E. F. Linton. Fue publicada en J. Bot. 31: 147 (1893).